# Czad na Letnich Igrzyskach Olimpijskich 1964
Czad na Letnich Igrzyskach Olimpijskich 1964 reprezentowało 2 zawodników, byli to sami mężczyźni. Był to debiutancki występ reprezentacji Czadu na letnich igrzyskach olimpijskich.

## Skład kadry

### Lekkoatletyka

#### Konkurencje biegowe

##### Mężczyźni
| Zawodnik   | Konkurencja   | Eliminacje | Eliminacje | Półfinały | Półfinały | Finał | Finał   |
| Zawodnik   | Konkurencja   | Czas       | Pozycja    | Czas      | Pozycja   | Czas  | Pozycja |
| ---------- | ------------- | ---------- | ---------- | --------- | --------- | ----- | ------- |
| Ahmed Issa | Bieg na 800 m | 1:49,7     | 2. Q       | 1:49,4    | 6.        | NQ    | NQ      |

#### Konkurencje techniczne

##### Mężczyźni
| Zawodnik       | Konkurencja | Eliminacje | Eliminacje | Finał | Finał   |
| Zawodnik       | Konkurencja | Wynik      | Pozycja    | Wynik | Pozycja |
| -------------- | ----------- | ---------- | ---------- | ----- | ------- |
| Mahamat Idriss | Skok wzwyż  | 2,06 m     | 3. Q       | 2,09  | 9.      |